# Lijst van nummer 1-hits in de Nederlandse Single Top 100 in 2002
Deze hits stonden in 2002 op nummer 1 in de Mega Top 100, de voorloper van de huidige Nederlandse Single Top 100.
| Nummer | Datum        | Artiest                      | Titel                        |
| ------ | ------------ | ---------------------------- | ---------------------------- |
| 494    | 5 januari    | Gigi d'Agostino              | L'amour toujours             |
|        | 12 januari   | Gigi d'Agostino              | L'amour toujours             |
| 495    | 19 januari   | Marco & Sita                 | Lopen op het water           |
|        | 26 januari   | Marco & Sita                 | Lopen op het water           |
|        | 2 februari   | Marco & Sita                 | Lopen op het water           |
|        | 9 februari   | Marco & Sita                 | Lopen op het water           |
| 496    | 16 februari  | Shakira                      | Whenever wherever            |
|        | 23 februari  | Shakira                      | Whenever wherever            |
|        | 2 maart      | Shakira                      | Whenever wherever            |
|        | 9 maart      | Shakira                      | Whenever wherever            |
|        | 16 maart     | Shakira                      | Whenever wherever            |
|        | 23 maart     | Shakira                      | Whenever wherever            |
|        | 30 maart     | Shakira                      | Whenever wherever            |
|        | 6 april      | Shakira                      | Whenever wherever            |
|        | 13 april     | Shakira                      | Whenever wherever            |
|        | 20 april     | Shakira                      | Whenever wherever            |
| 497    | 27 april     | Billy Crawford               | Trackin'                     |
|        | 4 mei        | Billy Crawford               | Trackin'                     |
| 498    | 11 mei       | K3                           | Toveren                      |
| 499    | 18 mei       | Brainpower                   | Dansplaat                    |
|        | 25 mei       | Brainpower                   | Dansplaat                    |
|        | 1 juni       | Brainpower                   | Dansplaat                    |
|        | 8 juni       | Brainpower                   | Dansplaat                    |
| 500    | 15 juni      | Eminem                       | Without me                   |
|        | 22 juni      | Eminem                       | Without me                   |
| 501    | 29 juni      | Elvis & JXL                  | A little less conversation   |
|        | 6 juli       | Elvis & JXL                  | A little less conversation   |
|        | 13 juli      | Elvis & JXL                  | A little less conversation   |
|        | 20 juli      | Elvis & JXL                  | A little less conversation   |
|        | 27 juli      | Elvis & JXL                  | A little less conversation   |
| 502    | 3 augustus   | Tiziano Ferro                | Perdono                      |
|        | 10 augustus  | Tiziano Ferro                | Perdono                      |
|        | 17 augustus  | Tiziano Ferro                | Perdono                      |
| 503    | 24 augustus  | Jan Wayne                    | Because the night            |
| 504    | 31 augustus  | Las Ketchup                  | The ketchup song (Aserejé)   |
|        | 7 september  | Las Ketchup                  | The ketchup song (Aserejé)   |
|        | 14 september | Las Ketchup                  | The ketchup song (Aserejé)   |
|        | 21 september | Las Ketchup                  | The ketchup song (Aserejé)   |
|        | 28 september | Las Ketchup                  | The ketchup song (Aserejé)   |
|        | 5 oktober    | Las Ketchup                  | The ketchup song (Aserejé)   |
|        | 12 oktober   | Las Ketchup                  | The ketchup song (Aserejé)   |
|        | 19 oktober   | Las Ketchup                  | The ketchup song (Aserejé)   |
|        | 26 oktober   | Las Ketchup                  | The ketchup song (Aserejé)   |
|        | 2 november   | Las Ketchup                  | The ketchup song (Aserejé)   |
| 505    | 9 november   | Nelly & Kelly Rowland        | Dilemma                      |
|        | 16 november  | Nelly & Kelly Rowland        | Dilemma                      |
|        | 23 november  | Nelly & Kelly Rowland        | Dilemma                      |
|        | 30 november  | Nelly & Kelly Rowland        | Dilemma                      |
|        | 7 december   | Nelly & Kelly Rowland        | Dilemma                      |
|        | 14 december  | Nelly & Kelly Rowland        | Dilemma                      |
| 506    | 21 december  | Robbie Williams              | Feel                         |
|        | 28 december  | Geen Mega Top 100 verschenen | Geen Mega Top 100 verschenen |